# Erbil
Erbil (tiếng Kurd ھەولێر Hewlêr; tiếng Ả Rập: أربيل Arbīl), còn được viết là Arbil hay Irbil (tiếng Syriac: ܐܪܒܝܠ Arbyl), là thủ phủ của Kurdistan thuộc Iraq. Nó nằm cách thủ đô Baghdad chừng 350 kilômét (220 dặm) về phía bắc. Tỉnh Erbil mà thành phố nằm trong có tổng dân số 1,61 triệu người tính đến  năm 2011.
Sự cư ngụ của con người ở Erbil có niên đại từ khoảng 5000 TCN, khiến nơi đây trở thành một trong những vùng có người định cư liên tục lâu đời nhất. Ở trung tâm thành phố là thành cổ Arbil. Văn kiện cổ nhất nhắc đến vùng này là từ triều Ur III của Sumer, khi vua Shulgi nhắc đến thành phố Urbilum, tên tiếng Hurria cổ của Arbil. Thành phố sau đó trở thành nơi cư ngụ của người Assyria.